# Градачац
Градачац је градско насеље и сједиште истоимене јединице локалне самоуправе у сјевероисточном дијелу Федерације Босне и Херцеговине, БиХ. Према прелиминарним подацима пописа становништва 2013. године, у Градачцу је пописано 12.764 лица.

## Географија
Градачац се налази на надморској висини од 129 м, на рјечици Градашници, међу обронцима планине Требаве. У близини су градови Модрича, Оџак и Шамац. Познат је као воћарски крај и један је од највећих производних и трговачких центара шљивом у Босни и Херцеговини. Градом доминира кула Хусеин-капетана Градашчевића познатија као Градина, која је заштитни знак и препознатљиви симбол града.

## Историја
Прво помињање Градачца је забележено 1302. године. Од 1512. Градачац је под Турском влашћу. Године 1701. постаје паланка, а 1710. сједиште капетаније. Хусеин-капетан Градашчевић гради кулу 1824. године. Током рата 1992—1995. године, Градачац и његова предграђа су били поприште жестоких борби.

## Становништво

### Национални састав
|                      | 2013.           | 1991.           | 1981.           | 1971.           |
| Укупно               | 12 764 (100,0%) | 12 868 (100,0%) | 10 661 (100,0%) | 7 606 (100,0%)  |
| Бошњаци              | 11 811 (92,53%) | 9 454 (73,47%)1 | 7 758 (72,77%)1 | 6 121 (80,48%)1 |
| Хрвати               | 227 (1,778%)    | 681 (5,292%)    | 563 (5,281%)    | 452 (5,943%)    |
| Босанци              | 182 (1,426%)    | –               | –               | –               |
| Неизјашњени          | 137 (1,073%)    | –               | –               | –               |
| Срби                 | 111 (0,870%)    | 1 348 (10,48%)  | 980 (9,192%)    | 730 (9,598%)    |
| Роми                 | 106 (0,830%)    | –               | 1 (0,009%)      | –               |
| Муслимани            | 83 (0,650%)     | –               | –               | –               |
| Босанци и Херцеговци | 41 (0,321%)     | –               | –               | –               |
| Остали               | 26 (0,204%)     | 362 (2,813%)    | 76 (0,713%)     | 59 (0,776%)     |
| Албанци              | 23 (0,180%)     | –               | 25 (0,234%)     | 14 (0,184%)     |
| Непознато            | 11 (0,086%)     | –               | –               | –               |
| Југословени          | 3 (0,024%)      | 1 023 (7,950%)  | 1 231 (11,55%)  | 207 (2,722%)    |
| Македонци            | 2 (0,016%)      | –               | 1 (0,009%)      | 2 (0,026%)      |
| Словенци             | 1 (0,008%)      | –               | 4 (0,038%)      | 5 (0,066%)      |
| Црногорци            | –               | –               | 16 (0,150%)     | 13 (0,171%)     |
| Мађари               | –               | –               | 6 (0,056%)      | 3 (0,039%)      |

1. 1 На пописима од 1971. до 1991. Бошњаци су пописивани углавном као Муслимани.

## Економија
Најзначајније индустрије у Градачцу су текстилна, хемијска, машинска и прехрамбена.

## Образовање
У граду постоје две средње школе и седам основних школа.

## Партнерски градови
- Дирен
- Сивас
- Кастенедоло
- Никшић[5]